# Dockan dansar, klockan slår

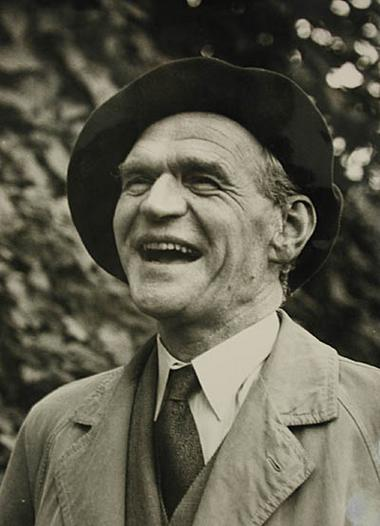
Bokens författare Olle Hedberg 1957, två år efter utgivningen.

Dockan dansar, klockan slår är en roman av Olle Hedberg, utgiven 1955.

## Handling
Sverige före första världskriget och framåt. Romanen följer Märta, en vacker, glad och livsbejakande kvinna från ungdom till ålderdom. Märta är dotter till Esbeth och "grosshandlaren", har två bröder som omkommer i en båtolycka. "Grosshandlaren" är en cynisk och elak man, bondsk och burdus. Han trycker ner Esbeth och behandlar henne illa och hon önskar livet ur honom och han dör vad det lider.
Märta bor med sin mor i en hyrd våning på Östermalm i Stockholm och lever på de pengar "grosshandlaren" lämnat efter sig. Märta känner sig "ensam på jorden", men finner sig så småningom en man; Algot. De gifter sig och får tre barn. Åren går fort och Märta blir gammal. Hon bor i en liten lägenhet i en förort och då det ska hållas födelsedagskalas är de tre barnen med respektive samlade. En flyktig bekant - Angelika - dyker objuden upp på festen och ger Märta en vit hyacint - symbolen för begravning. Angelika uppför sig otrevligt mot Märta och blir utkörd av Märtas son Jan.
Romanen ger prov på människans inneboende ondska. Ordväxlingarna mellan "Grosshandlaren" och Esbeth är hårda och sårande. Temat Livet och döden är genomgående i romanen.

## Kuriosa
På baksideomslaget på 1975 års nyutgåva redogörs för hur bokförlaget Norstedts bad Olle Hedberg att välja ut de fem verk han var mest nöjd med. Två månader före sin död var hans val klart. Dockan dansar, klockan slår var en av titlarna. De andra fyra var: Bekänna färg, Drömtydning, Foto von Blomberg och Djur i bur.

## Källa
- Hedberg, Olle, Dockan dansar, klockan slår, Norstedts 1955. ISBN 91-1-753041-5